# ワボンシー郡 (カンザス州)
ワボンシー郡（英: Wabaunsee County）は、アメリカ合衆国カンザス州の中央部東に位置する郡である。2010年国勢調査での人口は7,053人であり、2000年の6,885人から2.4%増加した。郡庁所在地はアルマ市（人口832人）であり、同郡で人口最大の都市でもある。ワボンシー郡は、ショーニー郡など全5郡でトピカ大都市圏を構成している。2009年推計の都市圏人口は230,824人である。郡名はポタワトミー語で「夜明け」を意味する「ワーボンセー」から来ている。

## 法と政府
ワボンシー郡はアルコールを禁じる、すなわち「ドライ」の郡だったが、1986年にカンザス州憲法が修正され、住民は投票で個人が嗜むアルコール飲料の販売を承認した。ただし、食料販売量の30%までという制限が付いた。

## 地理
アメリカ合衆国国勢調査局に拠れば、郡域全面積は799.80平方マイル (2,071.5 km2)であり、このうち陸地は797.38平方マイル (2,065.2 km2)、水域は2.41平方マイル (6.2 km2)で水域率は0.30%である。

### 隣接する郡
- ポタワトミー郡 - 北
- ショーニー郡 - 東
- オーセージ郡 - 南東
- ライアン郡 - 南
- モリス郡 - 南西
- ギアリー郡 - 西
- ライリー郡 - 北西

## 人口動態

人口ピラミッド

以下は2000年の国勢調査による人口統計データである。
| 基礎データ - 人口: 6,885人 - 世帯数: 2,633 世帯 - 家族数: 1,958 家族 - 人口密度: 3人/km2（9人/mi2） - 住居数: 3,033軒 - 住居密度: 1軒/km2（4軒/mi2） 人種別人口構成 - 白人: 97.24% - アフリカン・アメリカン: 0.46% - ネイティブ・アメリカン: 0.49% - アジア人: 0.15% - 太平洋諸島系: 0.06% - その他の人種: 0.60% - 混血: 1.00% - ヒスパニック・ラテン系: 1.86% 年齢別人口構成 - 18歳未満: 26.7% - 18-24歳: 6.2% - 25-44歳: 26.7% - 45-64歳: 24.8% - 65歳以上: 15.6% - 年齢の中央値: 40歳 - 性比（女性100人あたり男性の人口） - 総人口: 102.5 - 18歳以上: 101.3 | 世帯と家族（対世帯数） - 18歳未満の子供がいる: 33.5% - 結婚・同居している夫婦: 64.3% - 未婚・離婚・死別女性が世帯主: 6.3% - 非家族世帯: 25.6% - 単身世帯: 23.0% - 65歳以上の老人1人暮らし: 10.8% - 平均構成人数 - 世帯: 2.57人 - 家族: 3.01人 収入と家計 - 収入の中央値 - 世帯: 41,710米ドル - 家族: 47,500米ドル - 性別 - 男性: 31,629米ドル - 女性: 23,148米ドル - 人口1人あたり収入: 17,704米ドル - 貧困線以下 - 対人口: 7.3% - 対家族数: 5.8% - 18歳未満: 8.4% - 65歳以上: 7.9% |

## 都市と町

### 法人化された都市
都市名の後の数字は2010年国勢調査での人口を示す。
- アルマ, 832 - 郡庁所在地
- エスクリッジ, 532
- メイプルヒル, 620
- アルタビスタ, 444
- マクファーランド, 256
- ハーベイビル, 236
- パクシコ, 221
- ウィラード, 92、小部分が郡内にあり、他はショーニー郡に入っている
- セントメアリーズ, 2,627、小部分が郡内にあり、他はポタワトミー郡に入っている

## その他の町
- ワボンシー

## 郡区
ワボンシー郡は13の郡区に分けられている。郡内の都市はどれも「政治的に独立」とは見なされず、郡区の数字の全ては都市の数字を含んでいる。下表で「人口中心」は最大都市であり、特に大きな数字でなければ、郡区の人口に含まれるものである。

## 教育

### 統一教育学区
- ミルクリークバレー USD 329
- ワボンシー East USD 330